# TeleIschia
TeleIschia è una rete televisiva italiana operante in Campania.

## Storia
L'avventura televisiva inizia nel 1977, con l'emittente denominata TvIschia54, grazie all'editore Pino Buono. L'emittente fu chiamata così perché era canale dove irradiava i suoi programmi coprendo una buona copertura della provincia di Napoli.
I programmi trasmessi furono un tg locale denominato TeleSera diretto da Domenico De Meglio; a questo si aggiungeva lo sport, telefilm, cartoni animati e autoprodotti. Nel 1982, l'emittente cede le sue frequenze ma rinasce nel 1983 sotto una nuova gestione che ribattezza l'utenza televisiva in TeleIschia.